# Дубина (заповідне урочище, Решетилівський район)
Дуби́на — заповідне урочище в Україні. Розташоване в межах Решетилівської міської ради Решетилівське району Полтавської області, на південно-західній околиці м Решетилівка (з лівого боку автошляху Решетилівка — Сухорабівка). 
Площа 65,5 га. Статус надано згідно з рішенням облради від 23.06.2010 року. Перебуває у віданні ДП «Новосанжарське лісове господарство» (Решетилівське л-во, кв. 41, вид. 1-16) — 24,5 га, Решетилівська міська рада — 41,0 га. 
Статус надано для збереження частини заплави річки Говтва з типовими природними комплексами — лісовими, лучними, болотними та водними з різноманітною флорою та фауною.